# Stephanie Brunner
Pour les articles homonymes, voir Brunner.
Stephanie Brunner est une skieuse alpine autrichienne, née le 20 février 1994.

## Biographie
En 2012, elle devient championne du monde junior du slalom à Roccaraso. Elle est appelée à participer au slalom de Coupe du monde de Schladming, parvenant à se classer 23e.
En janvier 2016, elle est cinquième du slalom géant de Flachau.
Aux Championnats du monde 2017, elle arrive cinquième du slalom géant.
Aux Jeux olympiques d'hiver de 2018, elle ne finit pas le slalom géant et le slalom, mais remporte la médaille d'argent à l'épreuve par équipes.
En novembre 2018, elle décroche son premier podium en Coupe du monde en terminant troisième du slalom géant de Killington.

## Palmarès

### Jeux olympiques
| Édition / Épreuve   | Slalom géant | Slalom | Par équipes |
| ------------------- | ------------ | ------ | ----------- |
| JO 2018 Pyeongchang | DNF          | DNF    | Argent      |
| JO 2022 Pékin       | DNF          |        |             |

### Championnats du monde
| Épreuve / Édition | Saint-Moritz 2017 |
| ----------------- | ----------------- |
| Slalom géant      | 5e                |

### Coupe du monde
- Meilleur classement général : 21e en 2018.
- 1 podium.

#### Différents classements en Coupe du monde
| Année/Classement | Année/Classement | Général | Général | Descente | Descente | Super G | Super G | Slalom géant | Slalom géant | Slalom | Slalom | Combiné | Combiné |
| ---------------- | ---------------- | ------- | ------- | -------- | -------- | ------- | ------- | ------------ | ------------ | ------ | ------ | ------- | ------- |
| Année/Classement | Année/Classement | Class.  | Points  | Class.   | Points   | Class.  | Points  | Class.       | Points       | Class. | Points | Class.  | Points  |
| 2016             | 2016             | 55e     | 140     | -        | -        | -       | -       | 20e          | 104          | -      | -      | 22e     | 36      |
| 2017             | 2017             | 35e     | 242     | -        | -        | 52e     | 6       | 12e          | 175          | 38e    | 25     | 16e     | 36      |
| 2018             | 2018             | 21e     | 419     | -        | -        | 26e     | 66      | 6e           | 249          | 28e    | 59     | 11e     | 45      |
| 2019             | 2019             | 33e     | 256     | -        | -        | -       | -       | 8e           | 195          | 29e    | 61     | -       | -       |

### Championnats du monde junior
- Médaille d'or du slalom en 2012.
- Médaille d'argent du slalom géant en 2015.
- Médaille d'argent par équipes en 2015.

### Coupe d'Europe
- 2e du classement général en 2016.
- Vainqueur du classement de slalom géant en 2016.
- 6 victoires (5 en slalom géant et 1 en super G).

En date de mars 2019